# St. Maria (Kraiberg)

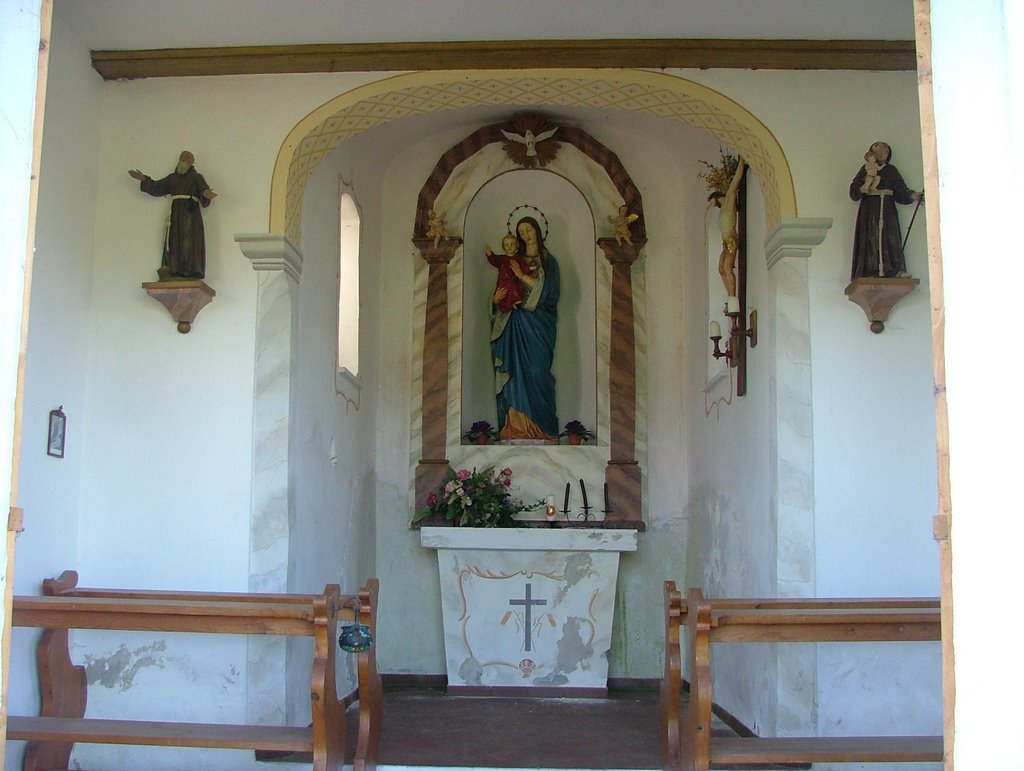
Innenansicht der Kapelle St. Maria in Kraiberg

Die Kapelle St. Maria befindet sich nördlich des Weilers Kraiberg, einem Ortsteil von Dietmannsried im Landkreis Oberallgäu in Bayern. Die Kapelle steht unter Denkmalschutz.

## Beschreibung
Die erste Kapelle wurde 1851 errichtet. Diese bestand nur aus einem kleinen Rechteckbau mit Tonnengewölbe. 100 Jahre später, im Jahr 1951, wurde die Kapelle vergrößert. Dabei wurde der bestehende Bau als eingezogener Altarraum verwendet und die Kapelle in Richtung Osten verlängert. Auf dem Altar befindet sich eine Muttergottesfigur aus der Zeit um 1851. Weitere kleine Statuetten aus dem 18. Jahrhundert befinden sich in der Kapelle, so ein Kruzifix mit Maria und Johannes, ein hl. Johannes von Nepomuk und ein hl. Antonius.
Die Erweiterung im Glockenturm war 1951 durch Josef Wölfle veranlasst als Dank für die unversehrte Kriegsheimkehr. Eine Renovierung fand 1989 durch Johann Wölfle statt. 
Die Hofstelle mit Kapelle wurde durch Ulrich und Alexander Geiger im Jahre 2009 erworben. Später im Jahr 2016/2017 wurde die Kapelle von Ulrich und Alexander Geiger neu hergerichtet und erneut renoviert.